# Kamienica przy ul. Koszykowej 35 w Warszawie
Kamienica przy ul. Koszykowej 35 w Warszawie – kamienica zlokalizowana przy ulicy Koszykowej 35 w Warszawie (dzielnica Śródmieście). Wpisana do rejestru zabytków (nr A-1367, z 24 listopada 2016).

## Historia i architektura

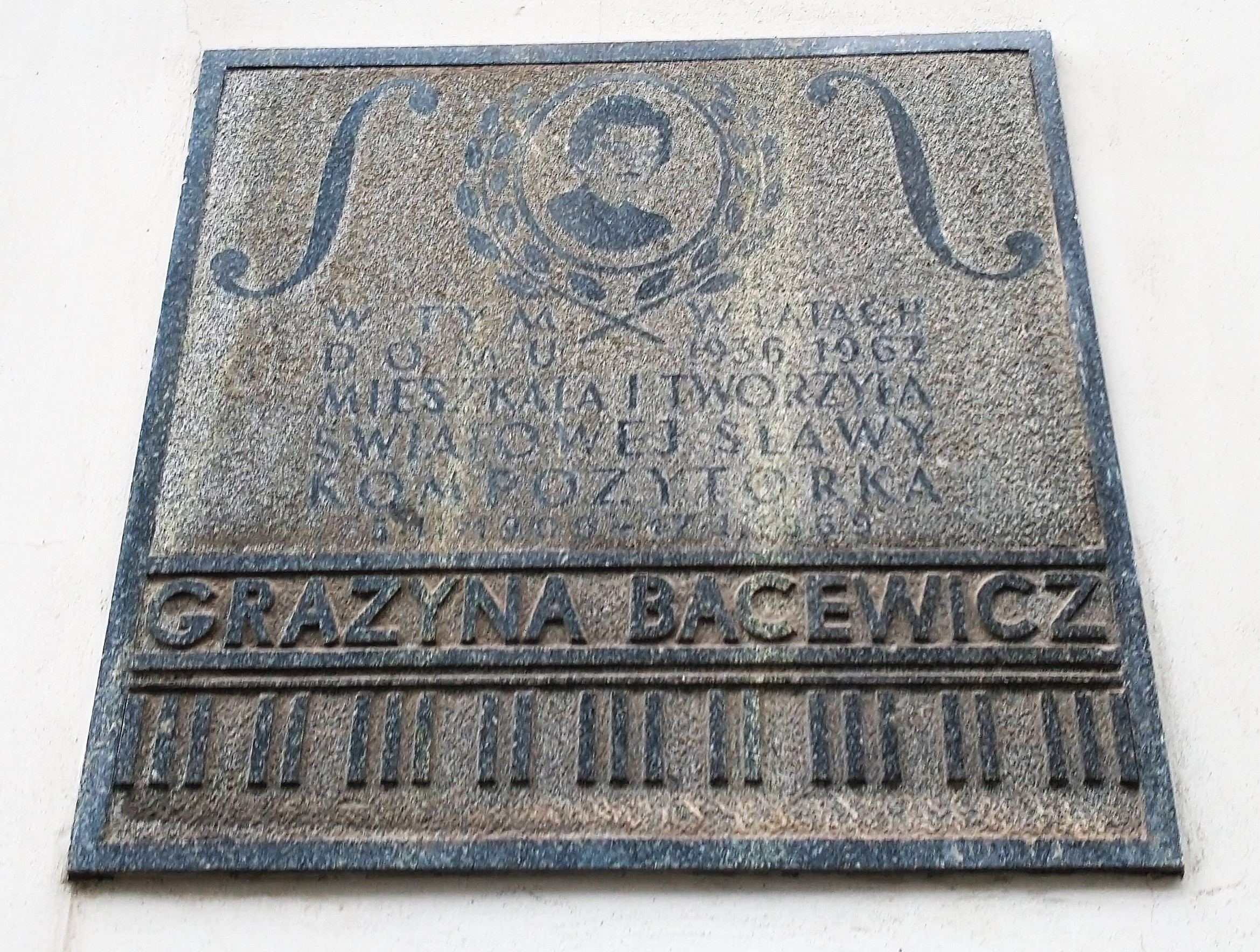
Tablica Grażyny Bacewicz

Wczesnomodernistyczny obiekt z elementami secesji, baroku i klasycyzmu, został zbudowany w latach 1913-1914 dla właściciela, Gustawa Wojciechowskiego. Ma pięć pięter i dwa podwórza na wąskiej, długiej działce. W głębi podwórza znajduje się oficyna poprzeczna, której część jest starsza niż sama kamienica i najprawdopodobniej pochodzi z ostatniego dziesięciolecia XIX wieku (zaadaptowano ją, włączono w projekt i stanowi teraz południową granicę północnego podwórza). Możliwe, że również wschodnia oficyna podwórza południowego jest starsza (wykorzystano tu być może wcześniejszego budynku). Kamienica zachowała wiele elementów pierwotnego wystroju, m.in. posadzkę z terakoty w bramie, schody w głównej klatce schodowej wyłożone białym marmurem karraryjskim, kwadratowe płytki na podestach, kuta balustrada, czy przeszklone częściowo drzwi lokali mieszkalnych. W głównej klatce schodowej oficyny poprzecznej dochowały się m.in. kuta balustrada i ośmioboczne płytki w posadzce. W oficynie wschodniej są to schody i balustrada. Elewację od ulicy zdobią m.in. okazały wykusz na cztery kondygnacje, medaliony z puttami, konsola z głową maszkarona, czy głowy lwów. Budynek wyposażony jest w windę. Obiekt nie poniósł większych uszkodzeń podczas II wojny światowej (przetrwał włącznie z dachem).
Na elewacji znajduje się tablica pamiątkowa informująca o tym, że w latach 1936–1962 mieszkała tu i tworzyła Grażyna Bacewicz.